# Віллафранка-ді-Верона
Віллафранка-ді-Верона (італ. Villafranca di Verona, вен. Viłafranca de Verona) — муніципалітет в Італії, у регіоні Венето,  провінція Верона.
Віллафранка-ді-Верона розташована на відстані близько 410 км на північ від Рима, 120 км на захід від Венеції, 15 км на південний захід від Верони.
Населення — 33 246 осіб (2014).

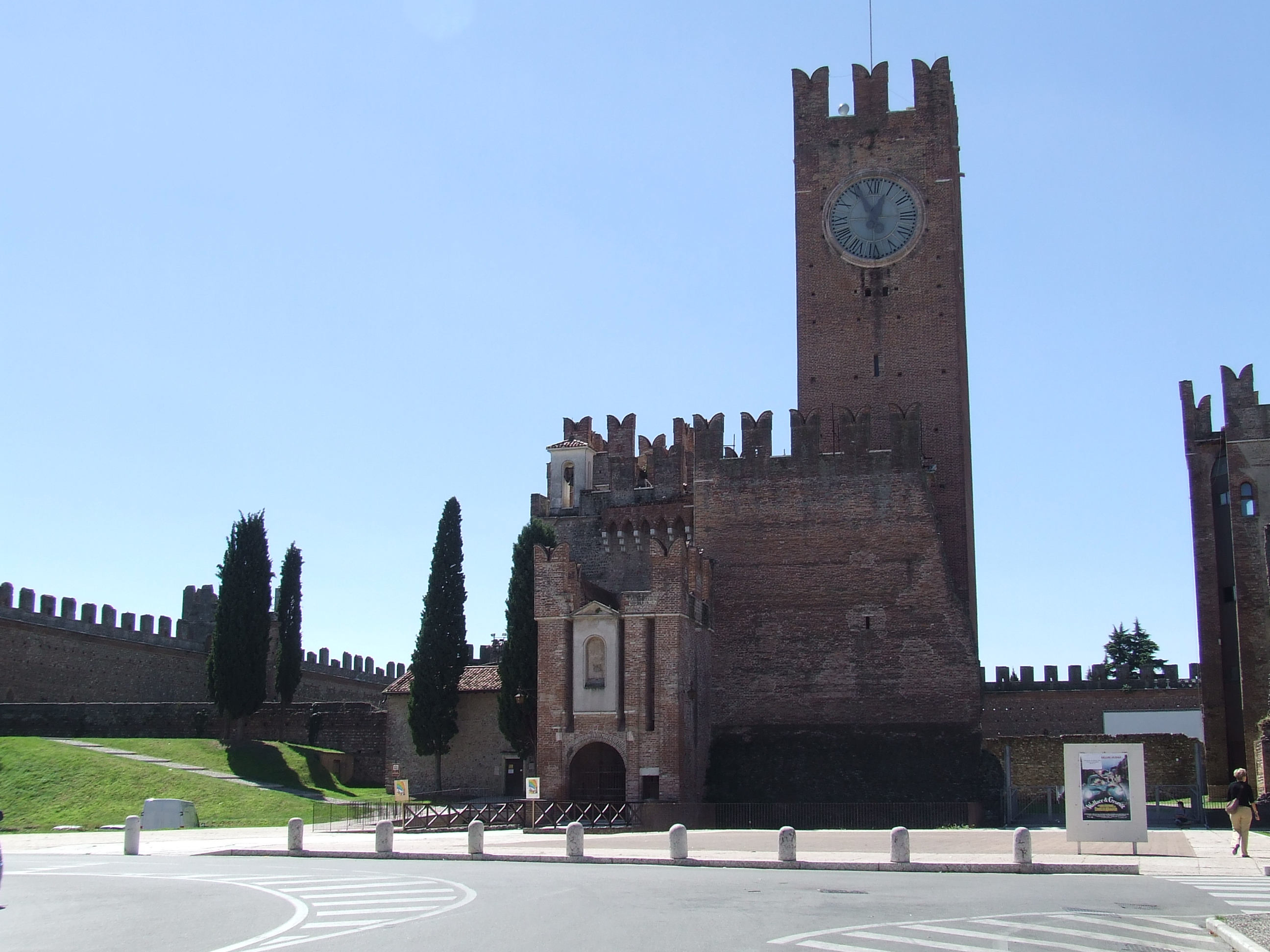

Щорічний фестиваль відбувається 29 червня. Покровитель — Петро (апостол).

## Демографія
Населення за роками:

Станом на 1 січня 2023 року в муніципалітеті офіційно проживали 3474 іноземці з 80 країн, серед них 1491 громадянин країн Євросоюзу та 79 громадян України.

## Уродженці
- Калеб Екубан (*1994) — ганський футболіст, нападник.

## Сусідні муніципалітети
- Кастель-д'Аццано
- Моццекане
- Повельяно-Веронезе
- Соммакампанья
- Валеджо-суль-Мінчіо
- Верона
- Вігазіо